# Pólux (montanha)
O Pólux é uma montanha com 4 092 m de altitude, e o mais baixo dos dois "gémeo" dos Alpes valaisanos na fronteira Itália-Suíça, entre o Vale de Aosta do lado italiano e o cantão do Valais do lado suíço. O outro cume é o monte Castor com 4 228, mas só ele faz parte dos 4000 dos Alpes.
O Pólux fica entre o Breithorn e o Monte Rosa e a primeira ascensão data de 1 de Agosto de 1864, feita por J.Jacot avec Peter Taugwalder, pai, e M.J. Perren